# 소프트캠프
소프트캠프(Softcamp Co., Ltd.)는 대한민국의 정보보안 업체이다. 

## 역사
1999년 7월 설립된 이래 꾸준히 성장하여 2006년에는 ‘백만불 수출의 탑’을 수상하는 성과를 거두었으며, 2010년에는 일본 문서보안 제품 점유율 1위를 기록하였다. 2014년 기준으로 KB금융지주, 신한금융지주, 하나금융지주 등 대한민국의 대표적인 금융지주사와 KT그룹, 현대기아차그룹, SK그룹, 신세계그룹 등 대규모 그룹사에서 문서보안과 영역보안 등의 제품을 표준으로 사용하고 있다. 2019년 11월에는 문서 암호화 솔루션 '다큐먼트 시큐리티(Document Security V5.0)' 제품의 국제용 보안인증(CC)을 취득, 글로벌 시장에서의 경쟁력 강화를 위한 박차를 가한다. 2019년 12월 한국거래소 코스닥 시장에 상장했으며, 2020년 11월에는 소프트캠프의 보안 클라우드 서비스의 통합 브랜드인 Security 365를 출시했다. Document Security Orchestration , Zero Trust Security 두 가지 보안 전략을 통해 변화하는 근무 환경에서의 데이터 보안과 협업 및 외부 위협에 대한 보안을 제공한다. 2021년 5월 소프트캠프-엔키의 합작법인인 레드펜소프트(주)가 설립되어 소프트웨어 공급망 보안 서비스를 출시 및 제공하고 있다. 2022년 6월, 변화하는 근무환경에 대응하기 위해 제로트러스트 보안이 적용된 보안 원격접속 솔루션, SHIELDGate(실드게이트)를 출시했다.

## 주요 제품
Document Security Orchestration
```
  Document Security 6: 조건부 적응적 정책에 의하여 문서를 암호화하고 사용자 인증, 권한을 제어하여 주요 기밀정보 유출을 방지하는 서비스
  SHIELDRM: 조건부 적응적 정책에 의하여 기존 DRM 보안 문서를 클라우드 환경에 맞게 자동 적용하여 DRM 문서 사용 및 공동 편집이 가능한 서비스
  SHIELDrive: 클라우드 환경에서 정보 주권은 확보하고, 동시에 각종 컴플라이언스는 준수하여 업무의 생산성을 높이는 클라우드 스토리지 보안 브로커(CSSB) 서비스
  SHIELDInfo: 문서 분류 및 등급 관리, 원본 증명 등을 통해 영업비밀 등 보호 받아야 할 무형자산 관리가 가능한 서비스
  SHIELDShare: 보안이 유지된 상태에서 외부와의 정보 공유 및 협업과, 외부 사용자의 가입 없이 사외 사용자 관리를 지원하는 서비스
```

Zero Trust Security
```
  SHIELD ID: 제로 트러스트 보안 원칙에 의해 최소 권한 인증을 부여하고, 중요 자산에 접근 시 마다 자격증명(Credential)을 통해 하이브리드 업무환경에서 SaaS를 안전하게 이용하게 하는 설치형 IDP, 통합 계정관리 서비스
  SHIELDGate: 조건부 적응적 정책에 의하여 설치없이(Agentless), 흔적없이(Traceless) 신뢰할 수 없는 모든 접근 행위에 대한 인증 및 권한을 지속적으로 검증하여 '제로 트러스트 아키텍처'를 실현하는 보안 원격 접속 서비스
  SHIELDEX: 외부에서 유입되는 신뢰할 수 없는 파일 및 메일의 안전한 Visible Contents만 추출 후 재구성하여 잠재적 위협으로부터 제로 트러스트 보안을 실현하는 무해화(CDR: Content Disarm & Reconstruction) 서비스
```

기타 솔루션
```
  Document Security: 문서를 암호화하고 기업·조직 정책에 따른 사용자 인증, 사용 권한을 제어하여 주요 기밀정보 유출을 방지하는 솔루션
  S-Work: 가상화 기술 기반의 암호화된 보안 영역으로 산업기밀정보, 고객정보 유출 방지를 위한 비정형 데이터 암호화 솔루션
  GateXcanner: USB, CD 등 외부 저장매체를 통해 유입되는 모든 파일을 검증한 후 안전한 파일만 내부로 반입시키는 키오스크형 OT보안 솔루션
```